# غاو بادن
غاو بادن، التي تمت تسميتها Gau Baden-Elsass ( Gau Baden-Elsaß) في عام 1941، تقسيمًا إداريًا فعليًا لألمانيا النازية من 1933 إلى 1945 في ولاية بادن الألمانية، ومن 1940 فصاعدًا، في الألزاس ( (بالألمانية: Elsaß)‏. حل الغاو بالفعل محل التقسيم الإقليمي للمنطقة للحزب النازي، والذي كان نشطًا في الفترة من 1926 إلى 1933.

## التاريخ
تم إنشاء نظام النازي غاو في الأصل في مؤتمر للحزب في 22 مايو 1926، من أجل تحسين إدارة هيكل الحزب. من عام 1933 فصاعدًا، بعد الاستيلاء النازي على السلطة، حل الغاو محل الولايات الألمانية بشكل متزايد كتقسيمات إدارية في ألمانيا.  في عام 1938 ضمت ألمانيا النازية النمسا، مع تقسيمها الأخير إلى رايخسجاو. 
يحكم كل غاو غاولايتر، وهو منصب أصبح أكثر قوة على نحو متزايد، لا سيما بعد اندلاع الحرب العالمية الثانية. كان الغولايتر المحلي مسؤولا عن الدعاية والمراقبة، ومنذ سبتمبر 1944 فصاعدا عن فولكسشتورم والدفاع عن الغاو.  
تولى روبرت فاغنر منصب غاولايتر في بادن طوال فترة وجود الغاو.  تم إعدام فاغنر في 14 أغسطس 1946 في ستراسبورج بسبب جرائمه أثناء احتلال الألزاس.  كان نوابه كارل لينز (1926-1931)، والتر كولر ( 1931-1933 ) وهيرمان رون (1934–1945). 
يقع معسكر الاعتقال ناتزويلر-ستروتهوف في منطقة الألزاس في غاو. 